# Eerste divisie (mannenhandbal) 2004/05
De eerste divisie is de op een na hoogste afdeling van het Nederlandse handbal bij de heren op landelijk niveau. In het seizoen 2004/2005 werd FIQAS/Aalsmeer 2 kampioen, maar Venus/Nieuwegein promoveerde rechtstreeks omdat het eerste team van FIQAS/Aalsmeer al in de eredivisie speelde. BDC '90 en Gemini (Z) degradeerden naar de hoofdklasse.

## Opzet
- De kampioen promoveert rechtstreeks naar de eredivisie (mits er niet al een hogere ploeg van dezelfde vereniging in de eredivisie speelt).
- De ploegen die als een-na-laatste (dertiende) en laatste (veertiende) eindigen degraderen rechtstreeks naar de hoofdklasse.
- Het seizoen wordt onderverdeeld in vier perioden van respectievelijk 6, 7, 7 en 6 wedstrijden. De ploeg die in een periode de meeste punten behaalt, is periodewinnaar en verkrijgt het recht om deel te nemen aan de zogenaamde nacompetitie. Indien de uiteindelijke kampioen, een ploeg die niet mag promoveren, of een degradant een periode wint, wordt het recht tot deelname aan de nacompetitie overgedragen aan het hoogst geklasseerde team in de eindrangschikking dat nog niet aan de nacompetitie deelneemt. In de nacompetitie spelen deze vier ploegen uit de eerste divisie tegen elkaar, de winnaar uit deze competitie speelt een tweetal wedstrijden tegen de nummer 11 van de eredivisie om één plaats in de eredivisie.

Er promoveert dus zeker één ploeg, en mogelijk een tweede ploeg via de nacompetitie. Verder degraderen er twee ploegen.

## Teams
| Ploeg                   | Plaats         | Provincie     | Hal              |
| ----------------------- | -------------- | ------------- | ---------------- |
| FIQAS/Aalsmeer 2        | Aalsmeer       | Noord-Holland | de Bloemhof      |
| BDC '90                 | Landgraaf      | Limburg       | Ter Waerden      |
| Smeeing/BDC             | Soest          | Utrecht       | Beukendal        |
| BouwCoach/Bevo HC 2     | Panningen      | Limburg       | Piushof          |
| WIENK/De Gazellen       | Doetinchem     | Gelderland    | Rozengaarde      |
| DES '72                 | Papendrecht    | Zuid-Holland  | de Donck         |
| Gemini (Z)              | Zoetermeer     | Zuid-Holland  | de Veur          |
| Groene Ster             | Zevenbergen    | Noord-Brabant | Molenberg        |
| Hurry Up                | Zwartemeer     | Drenthe       | de Eendracht     |
| Venus/Nieuwegein        | Nieuwegein     | Utrecht       | Galecop          |
| van der Voort/Quintus 2 | Kwintsheul     | Zuid-Holland  | van der Voorthal |
| Swift                   | Arnhem         | Gelderland    | Elderveld        |
| KRAS/Volendam 2         | Volendam       | Noord-Holland | de Seinpaal      |
| White Demons            | Berkel-Enschot | Noord-Brabant | 't Ruiven        |

## Reguliere competitie
| Pos | Club                    | Wed | W  | G | V  | Ptn | DV  | DT  | +/−  | Opmerking                                                       |
| --- | ----------------------- | --- | -- | - | -- | --- | --- | --- | ---- | --------------------------------------------------------------- |
| 1   | FIQAS/Aalsmeer 2        | 26  | 20 | 1 | 5  | 41  | 752 | 675 | +77  |                                                                 |
| 2   | Venus/Nieuwegein        | 26  | 18 | 2 | 6  | 38  | 705 | 650 | +55  | Rechtstreekse promotie naar eredivisie                          |
| 3   | White Demons            | 26  | 17 | 2 | 7  | 36  | 700 | 596 | +104 | (Vervangende) periodekampioen; gekwalificeerd voor nacompetitie |
| 4   | BouwCoach/Bevo HC 2     | 26  | 14 | 5 | 7  | 33  | 697 | 688 | +29  |                                                                 |
| 5   | Hurry Up                | 26  | 16 | 0 | 10 | 32  | 744 | 726 | +18  | (Vervangende) periodekampioen; gekwalificeerd voor nacompetitie |
| 6   | Groene Ster             | 26  | 14 | 2 | 10 | 30  | 715 | 684 | +31  | (Vervangende) periodekampioen; gekwalificeerd voor nacompetitie |
| 7   | KRAS/Volendam 2         | 26  | 13 | 3 | 10 | 29  | 786 | 742 | +44  |                                                                 |
| 8   | DES '72                 | 26  | 11 | 5 | 10 | 27  | 508 | 497 | +9   | (Vervangende) periodekampioen; gekwalificeerd voor nacompetitie |
| 9   | Smeeing/BDC             | 26  | 10 | 3 | 13 | 23  | 624 | 629 | −5   |                                                                 |
| 10  | WIENK/De Gazellen       | 26  | 11 | 1 | 14 | 23  | 670 | 700 | −30  |                                                                 |
| 11  | Swift                   | 26  | 8  | 1 | 17 | 19  | 750 | 782 | −32  |                                                                 |
| 12  | van der Voort/Quintus 2 | 26  | 8  | 1 | 17 | 13  | 701 | 779 | −78  |                                                                 |
| 13  | BDC '90                 | 26  | 4  | 2 | 20 | 10  | 656 | 756 | −100 | Degradatie naar hoofdklasse                                     |
| 14  | Gemini (Z)              | 26  | 2  | 2 | 22 | 6   | 626 | 748 | −122 | Degradatie naar hoofdklasse                                     |

## Nacompetitie
| Pos | Club         | Wed | W | G | V | Ptn | DV  | DT  | +/− | Opmerking                                                 |
| --- | ------------ | --- | - | - | - | --- | --- | --- | --- | --------------------------------------------------------- |
| 1   | White Demons | 6   | 4 | 2 | 0 | 10  | 160 | 132 | +28 | Promotiewedstrijden tegen de nummer elf van de eredivisie |
| 2   | DES '72      | 6   | 2 | 2 | 2 | 6   | 149 | 163 | -14 |                                                           |
| 3   | Hurry Up     | 6   | 2 | 1 | 3 | 5   | 154 | 149 | +5  |                                                           |
| 4   | Groene Ster  | 6   | 1 | 1 | 4 | 3   | 157 | 176 | -19 |                                                           |

## Promotie-/degradatiewedstrijden
Eerste wedstrijd
|  | White Demons | 27 - 26 | UDSV |  |
|  |              |         |      |  |
|  |              |         |      |  |

Tweede wedstrijd; UDSV heeft gewonnen en blijft in de eredivisie.
|  | UDSV | 26 - 24 | White Demons |  |
|  |      |         |              |  |
|  |      |         |              |  |

## Topscoorders
Eindstand per 27 februari 2005.
| Pos | Naam              | Gls | Club                    |
| --- | ----------------- | --- | ----------------------- |
| 1   | Peter Schrooders  | 248 | BDC '90                 |
| 2   | Marco van Linstee | 231 | Gemini (Z)              |
| 3   | Geerten Segers    | 229 | Groene Ster             |
| 4   | Bram Zewald       | 219 | Swift                   |
| 5   | Jeffrey Jansen    | 209 | KRAS/Volendam 2         |
| 6   | Frank Verschuren  | 195 | White Demons            |
| 6   | Luc van Roij      | 195 | BouwCoach/Bevo HC 2     |
| 8   | Vincent Kwint     | 167 | van der Voort/Quintus 2 |
| 9   | Kees Rutgers      | 161 | Hurry Up                |
| 10  | Joost van Est     | 152 | D.E.S. '72              |